# Stefan Savić
Stefan Savić (in serbo Cтeфaн Caвић?; Mojkovac, 8 gennaio 1991) è un calciatore montenegrino, difensore del Trabzonspor e della nazionale montenegrina.
È stato premiato dalla Federazione calcistica del Montenegro come miglior giovane dell'anno nel 2009 e come miglior giocatore montenegrino per 4 anni consecutivi.

## Caratteristiche tecniche
Difensore centrale, dal fisico possente, forte di testa e nel gioco aereo, grintoso e dotato di buona personalità.

## Carriera

### Club

#### Gli inizi in Serbia
Savić ha iniziato la sua carriera da professionista con il BSK Borča durante la stagione 2008-2009, dove ottiene insieme alla sua squadra la promozione nella massima serie serba. All'inizio del 2010 intraprese dieci giorni di prova con gli inglesi dell'Arsenal, alla fine del provino accettò di unirsi ai Gunners in estate, ma il trasferimento non andò mai in porto.
Il 29 agosto 2010, venne annunciato che aveva firmato, con il Partizan Belgrado, un contratto quadriennale e decise di indossare la maglia con il numero 15.

#### Manchester City
Il 6 luglio 2011 ha firmato un contratto quadriennale con il Manchester City, che lo ha prelevato dal Partizan Belgrado per una cifra vicina ai 6 milioni di sterline. Ha debuttato con la maglia dei Citizens il 15 agosto 2011, subentrando al 75' ad Adam Johnson. Il 1º ottobre 2011 ha realizzato il suo primo gol in terra inglese, dopo essere subentrato all'80' ancora ad Adam Johnson segna, su calcio d'angolo battuto da Samir Nasri, grazie a un colpo di testa da centro area indirizzando la palla sotto la traversa in alto a sinistra.

#### Fiorentina

##### 2012-2013
Il 31 agosto 2012, ultimo giorno utile del calciomercato, viene ufficializzato l'acquisto a titolo definitivo dalla Fiorentina, nell'ambito dell'operazione che ha portato Matija Nastasić al Manchester City, firmando un contratto triennale con opzione sul quarto. Esordisce in Serie A il 7 ottobre in Fiorentina-Bologna 1-0. Segna i suoi primi due gol in maglia viola il 2 dicembre nella gara di Serie A Fiorentina-Sampdoria 2-2, realizzando una doppietta.

##### 2013-2014
Savic gioca la sua prima partita della nuova stagione il 22 agosto 2013 in occasione dei preliminari di Europa League contro il Grasshoppers in Svizzera, con la partita che si concluderà sul risultato di 2-1 per i viola. L'esordio in campionato arriva alla prima giornata nella vittoria per 2-1 in casa contro il Catania. Il 30 ottobre seguente, nella sconfitta interna per 1-2 contro il Napoli si procura il rigore, trasformato poi da Giuseppe Rossi, del momentaneo 1-1.

##### 2014-2015
Il 2 novembre 2014 nella stagione successiva va in rete nuovamente contro la Sampdoria segnando il goal del momentaneo 2-1, si ripete poche giornate più tardi il 14 dicembre andando a segno di testa contro il Cesena nella larga vittoria dei viola per 4-1. Il 19 gennaio 2015 rinnova il suo contratto con la società viola fino al 30 giugno 2019.

#### Atlético Madrid
Il 20 luglio 2015 viene acquistato dall'Atlético Madrid in uno scambio di giocatori che ha portato Mario Suárez alla Fiorentina, più un conguaglio a favore dei viola di 10 milioni di euro.
Il suo primo anno all'Atlético Madrid termina con una conquista del terzo posto in campionato e una finale di Champions League. L'8 aprile 2018 gioca la sua partita numero 100 con la maglia biancorossa. Il 18 settembre, in occasione della partita di UEFA Champions League contro gli italiani della Juventus, realizza il suo primo gol in competizioni europee segnando il momentaneo 1-2. L'8 maggio 2021, in occasione della partita di campionato pareggiata per 0-0 contro il Barcellona, Savić taglia il traguardo delle 200 presenze, con la maglia dell'Atlético.
Il 26 luglio 2024 rescinde il proprio contratto con il club iberico.

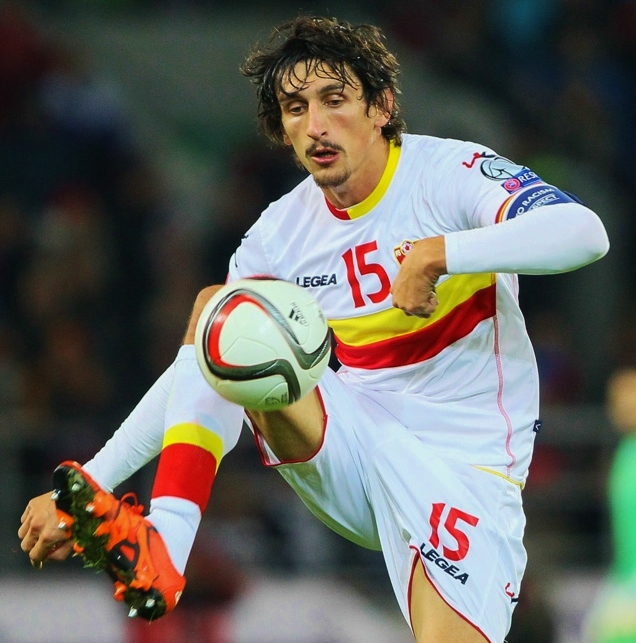
Savic durante un'azione con il nel 2015.

### Nazionale
Savić ha rappresentato il suo paese ad ogni livello giovanile tra Under-17, Under-19 e Under-21. L'11 agosto 2010 ha debuttato con la nazionale montenegrina in una partita amichevole contro l'Irlanda del Nord. Un anno dopo circa, il 10 agosto 2011 realizza una doppietta in amichevole contro l'Albania. Il 12 ottobre 2015 nella sfida contro la Russia, indossa per la prima volta la fascia da capitano, nell'ultima partita valida per le Qualificazioni al campionato europeo di calcio 2016.

## Statistiche

### Presenze e reti nei club
Statistiche aggiornate al 30 dicembre 2024.
| Stagione               | Squadra                | Campionato             | Campionato | Campionato | Coppe nazionali | Coppe nazionali | Coppe nazionali | Coppe continentali | Coppe continentali | Coppe continentali | Altre coppe | Altre coppe | Altre coppe | Totale | Totale |
| Stagione               | Squadra                | Comp                   | Pres       | Reti       | Comp            | Pres            | Reti            | Comp               | Pres               | Reti               | Comp        | Pres        | Reti        | Pres   | Reti   |
| ---------------------- | ---------------------- | ---------------------- | ---------- | ---------- | --------------- | --------------- | --------------- | ------------------ | ------------------ | ------------------ | ----------- | ----------- | ----------- | ------ | ------ |
| 2008-2009              | BSK Borča              | PL                     | 3          | 0          | CS              | 0               | 0               | -                  | -                  | -                  | -           | -           | -           | 3      | 0      |
| 2009-2010              | BSK Borča              | SL                     | 21         | 1          | CS              | 1               | 1               | -                  | -                  | -                  | -           | -           | -           | 22     | 2      |
| ago. 2010              | BSK Borča              | SL                     | 3          | 0          | CS              | 0               | 0               | -                  | -                  | -                  | -           | -           | -           | 3      | 0      |
| Totale BSK Borča       | Totale BSK Borča       | Totale BSK Borča       | 27         | 1          |                 | 1               | 1               |                    | -                  | -                  |             | -           | -           | 28     | 2      |
| set. 2010-2011         | Partizan               | SL                     | 20         | 1          | CS              | 4               | 0               | UCL                | 4                  | 0                  | -           | -           | -           | 28     | 1      |
| 2011-2012              | Manchester City        | PL                     | 11         | 1          | FACup+CdL       | 1+5             | 0               | UCL+UEL            | 2+1                | 0                  | CS          | 0           | 0           | 20     | 1      |
| ago. 2012              | Manchester City        | PL                     | 0          | 0          | FACup+CdL       | 0               | 0               | UCL                | 0                  | 0                  | CS          | 1           | 0           | 1      | 0      |
| Totale Manchester City | Totale Manchester City | Totale Manchester City | 11         | 1          |                 | 6               | 0               |                    | 3                  | 0                  |             | 1           | 0           | 21     | 1      |
| set. 2012-2013         | Fiorentina             | A                      | 26         | 2          | CI              | 1               | 0               | -                  | -                  | -                  | -           | -           | -           | 27     | 2      |
| 2013-2014              | Fiorentina             | A                      | 31         | 0          | CI              | 3               | 0               | UEL                | 6                  | 0                  | -           | -           | -           | 40     | 0      |
| 2014-2015              | Fiorentina             | A                      | 29         | 2          | CI              | 3               | 0               | UEL                | 9                  | 0                  | -           | -           | -           | 41     | 2      |
| Totale Fiorentina      | Totale Fiorentina      | Totale Fiorentina      | 86         | 4          |                 | 7               | 0               |                    | 15                 | 0                  |             | -           | -           | 108    | 4      |
| 2015-2016              | Atlético Madrid        | PD                     | 12         | 0          | CR              | 5               | 0               | UCL                | 7                  | 0                  | -           | -           | -           | 24     | 0      |
| 2016-2017              | Atlético Madrid        | PD                     | 32         | 1          | CR              | 7               | 0               | UCL                | 10                 | 0                  | -           | -           | -           | 49     | 1      |
| 2017-2018              | Atlético Madrid        | PD                     | 27         | 0          | CR              | 3               | 0               | UCL+UEL            | 3+4                | 0                  | -           | -           | -           | 37     | 0      |
| 2018-2019              | Atlético Madrid        | PD                     | 18         | 0          | CR              | 2               | 0               | UCL                | 1                  | 0                  | SU          | 1           | 0           | 22     | 0      |
| 2019-2020              | Atlético Madrid        | PD                     | 22         | 0          | CR              | 0               | 0               | UCL                | 4                  | 1                  | SS          | 2           | 0           | 28     | 1      |
| 2020-2021              | Atlético Madrid        | PD                     | 33         | 1          | CR              | 1               | 0               | UCL                | 8                  | 0                  | -           | -           | -           | 42     | 1      |
| 2021-2022              | Atlético Madrid        | PD                     | 28         | 0          | CR              | 0               | 0               | UCL                | 5                  | 0                  | SS          | 0           | 0           | 33     | 0      |
| 2022-2023              | Atlético Madrid        | PD                     | 22         | 0          | CR              | 4               | 0               | UCL                | 3                  | 0                  | -           | -           | -           | 29     | 0      |
| 2023-2024              | Atlético Madrid        | PD                     | 23         | 0          | CR              | 3               | 0               | UCL                | 6                  | 0                  | SS          | 1           | 0           | 33     | 0      |
| Totale Atlético Madrid | Totale Atlético Madrid | Totale Atlético Madrid | 217        | 2          |                 | 25              | 0               |                    | 51                 | 1                  |             | 4           | 0           | 297    | 3      |
| 2024-2025              | Trabzonspor            | SL                     | 3          | 0          | TK              | 0               | 0               | UEL+UECL           | 1+2                | 0+0                | -           | -           | -           | 6      | 0      |
| Totale carriera        | Totale carriera        | Totale carriera        | 364        | 9          |                 | 43              | 1               |                    | 76                 | 1                  |             | 5           | 0           | 488    | 11     |

### Cronologia presenze e reti in nazionale
| Cronologia completa delle presenze e delle reti in nazionale ― Montenegro | Cronologia completa delle presenze e delle reti in nazionale ― Montenegro | Cronologia completa delle presenze e delle reti in nazionale ― Montenegro | Cronologia completa delle presenze e delle reti in nazionale ― Montenegro | Cronologia completa delle presenze e delle reti in nazionale ― Montenegro | Cronologia completa delle presenze e delle reti in nazionale ― Montenegro | Cronologia completa delle presenze e delle reti in nazionale ― Montenegro | Cronologia completa delle presenze e delle reti in nazionale ― Montenegro |
| Data                                                                      | Città                                                                     | In casa                                                                   | Risultato                                                                 | Ospiti                                                                    | Competizione                                                              | Reti                                                                      | Note                                                                      |
| ------------------------------------------------------------------------- | ------------------------------------------------------------------------- | ------------------------------------------------------------------------- | ------------------------------------------------------------------------- | ------------------------------------------------------------------------- | ------------------------------------------------------------------------- | ------------------------------------------------------------------------- | ------------------------------------------------------------------------- |
| 11-8-2010                                                                 | Podgorica                                                                 | Montenegro                                                                | 2 – 0                                                                     | Irlanda del Nord                                                          | Amichevole                                                                | -                                                                         | 76’                                                                       |
| 8-10-2010                                                                 | Podgorica                                                                 | Montenegro                                                                | 1 – 0                                                                     | Svizzera                                                                  | Qual. Euro 2012                                                           | -                                                                         |                                                                           |
| 12-10-2010                                                                | Londra                                                                    | Inghilterra                                                               | 0 – 0                                                                     | Montenegro                                                                | Qual. Euro 2012                                                           | -                                                                         | 52’                                                                       |
| 17-11-2010                                                                | Podgorica                                                                 | Montenegro                                                                | 2 – 0                                                                     | Azerbaigian                                                               | Amichevole                                                                | -                                                                         | 68’ 71’                                                                   |
| 25-3-2011                                                                 | Podgorica                                                                 | Montenegro                                                                | 1 – 0                                                                     | Uzbekistan                                                                | Amichevole                                                                | -                                                                         |                                                                           |
| 4-6-2011                                                                  | Podgorica                                                                 | Montenegro                                                                | 1 – 1                                                                     | Bulgaria                                                                  | Qual. Euro 2012                                                           | -                                                                         |                                                                           |
| 10-8-2011                                                                 | Scutari                                                                   | Albania                                                                   | 3 – 2                                                                     | Montenegro                                                                | Amichevole                                                                | 2                                                                         |                                                                           |
| 2-9-2011                                                                  | Cardiff                                                                   | Galles                                                                    | 2 – 1                                                                     | Montenegro                                                                | Qual. Euro 2012                                                           | -                                                                         |                                                                           |
| 7-10-2011                                                                 | Podgorica                                                                 | Montenegro                                                                | 2 – 2                                                                     | Inghilterra                                                               | Qual. Euro 2012                                                           | -                                                                         |                                                                           |
| 11-10-2011                                                                | Basilea                                                                   | Svizzera                                                                  | 2 – 0                                                                     | Montenegro                                                                | Qual. Euro 2012                                                           | -                                                                         |                                                                           |
| 11-11-2011                                                                | Praga                                                                     | Rep. Ceca                                                                 | 2 – 0                                                                     | Montenegro                                                                | Qual. Euro 2012                                                           | -                                                                         |                                                                           |
| 15-11-2011                                                                | Podgorica                                                                 | Montenegro                                                                | 0 – 1                                                                     | Rep. Ceca                                                                 | Qual. Euro 2012                                                           | -                                                                         | 72’                                                                       |
| 29-2-2012                                                                 | Podgorica                                                                 | Montenegro                                                                | 2 – 1                                                                     | Islanda                                                                   | Amichevole                                                                | -                                                                         |                                                                           |
| 25-5-2012                                                                 | Bruxelles                                                                 | Belgio                                                                    | 2 – 2                                                                     | Montenegro                                                                | Amichevole                                                                | -                                                                         |                                                                           |
| 15-8-2012                                                                 | Podgorica                                                                 | Montenegro                                                                | 2 – 0                                                                     | Lettonia                                                                  | Amichevole                                                                | -                                                                         |                                                                           |
| 7-9-2012                                                                  | Podgorica                                                                 | Montenegro                                                                | 2 – 2                                                                     | Polonia                                                                   | Qual. Mondiali 2014                                                       | -                                                                         |                                                                           |
| 11-9-2012                                                                 | Serravalle                                                                | San Marino                                                                | 0 – 6                                                                     | Montenegro                                                                | Qual. Mondiali 2014                                                       | -                                                                         |                                                                           |
| 16-10-2012                                                                | Kiev                                                                      | Ucraina                                                                   | 0 – 1                                                                     | Montenegro                                                                | Qual. Mondiali 2014                                                       | -                                                                         | 76’                                                                       |
| 14-11-2012                                                                | Podgorica                                                                 | Montenegro                                                                | 3 – 0                                                                     | San Marino                                                                | Qual. Mondiali 2014                                                       | -                                                                         | 46’                                                                       |
| 22-3-2013                                                                 | Chișinău                                                                  | Moldavia                                                                  | 0 – 1                                                                     | Montenegro                                                                | Qual. Mondiali 2014                                                       | -                                                                         |                                                                           |
| 26-3-2013                                                                 | Podgorica                                                                 | Montenegro                                                                | 1 – 1                                                                     | Inghilterra                                                               | Qual. Mondiali 2014                                                       | -                                                                         |                                                                           |
| 14-8-2013                                                                 | Žodzina                                                                   | Bielorussia                                                               | 1 – 1                                                                     | Montenegro                                                                | Amichevole                                                                | -                                                                         |                                                                           |
| 6-9-2013                                                                  | Varsavia                                                                  | Polonia                                                                   | 1 – 1                                                                     | Montenegro                                                                | Qual. Mondiali 2014                                                       | -                                                                         |                                                                           |
| 11-10-2013                                                                | Londra                                                                    | Inghilterra                                                               | 4 – 1                                                                     | Montenegro                                                                | Qual. Mondiali 2014                                                       | -                                                                         |                                                                           |
| 17-11-2013                                                                | Lussemburgo                                                               | Lussemburgo                                                               | 1 – 4                                                                     | Montenegro                                                                | Amichevole                                                                | -                                                                         |                                                                           |
| 5-3-2014                                                                  | Podgorica                                                                 | Montenegro                                                                | 1 – 0                                                                     | Ghana                                                                     | Amichevole                                                                | -                                                                         |                                                                           |
| 8-9-2014                                                                  | Podgorica                                                                 | Montenegro                                                                | 2 – 0                                                                     | Moldavia                                                                  | Qual. Euro 2016                                                           | -                                                                         |                                                                           |
| 12-10-2014                                                                | Vienna                                                                    | Austria                                                                   | 1 – 0                                                                     | Montenegro                                                                | Qual. Euro 2016                                                           | -                                                                         |                                                                           |
| 15-11-2014                                                                | Podgorica                                                                 | Montenegro                                                                | 1 – 1                                                                     | Svezia                                                                    | Qual. Euro 2016                                                           | -                                                                         |                                                                           |
| 8-6-2015                                                                  | Viborg                                                                    | Danimarca                                                                 | 2 – 1                                                                     | Montenegro                                                                | Amichevole                                                                | -                                                                         | 62’                                                                       |
| 14-6-2015                                                                 | Solna                                                                     | Svezia                                                                    | 3 – 1                                                                     | Montenegro                                                                | Qual. Euro 2016                                                           | -                                                                         |                                                                           |
| 5-9-2015                                                                  | Podgorica                                                                 | Montenegro                                                                | 2 – 0                                                                     | Liechtenstein                                                             | Qual. Euro 2016                                                           | -                                                                         |                                                                           |
| 8-9-2015                                                                  | Chișinău                                                                  | Moldavia                                                                  | 0 – 2                                                                     | Montenegro                                                                | Qual. Euro 2016                                                           | 1                                                                         | 49’                                                                       |
| 9-10-2015                                                                 | Podgorica                                                                 | Montenegro                                                                | 2 – 3                                                                     | Austria                                                                   | Qual. Euro 2016                                                           | -                                                                         |                                                                           |
| 12-10-2015                                                                | Mosca                                                                     | Russia                                                                    | 2 – 0                                                                     | Montenegro                                                                | Qual. Euro 2016                                                           | -                                                                         | cap.                                                                      |
| 12-11-2015                                                                | Skopje                                                                    | Macedonia                                                                 | 4 – 1                                                                     | Montenegro                                                                | Amichevole                                                                | -                                                                         |                                                                           |
| 4-9-2016                                                                  | Cluj-Napoca                                                               | Romania                                                                   | 1 – 1                                                                     | Montenegro                                                                | Qual. Mondiali 2018                                                       | -                                                                         |                                                                           |
| 8-10-2016                                                                 | Podgorica                                                                 | Montenegro                                                                | 5 – 0                                                                     | Kazakistan                                                                | Qual. Mondiali 2018                                                       | 1                                                                         |                                                                           |
| 11-10-2016                                                                | Copenaghen                                                                | Danimarca                                                                 | 0 – 1                                                                     | Montenegro                                                                | Qual. Mondiali 2018                                                       | -                                                                         |                                                                           |
| 11-11-2016                                                                | Erevan                                                                    | Armenia                                                                   | 3 – 2                                                                     | Montenegro                                                                | Qual. Mondiali 2018                                                       | -                                                                         |                                                                           |
| 26-3-2017                                                                 | Podgorica                                                                 | Montenegro                                                                | 1 – 2                                                                     | Polonia                                                                   | Qual. Mondiali 2018                                                       | -                                                                         | cap. 38’                                                                  |
| 4-6-2017                                                                  | Podgorica                                                                 | Montenegro                                                                | 1 – 2                                                                     | Iran                                                                      | Amichevole                                                                | -                                                                         | 46’                                                                       |
| 10-6-2017                                                                 | Podgorica                                                                 | Montenegro                                                                | 4 – 1                                                                     | Armenia                                                                   | Qual. Mondiali 2018                                                       | -                                                                         |                                                                           |
| 1-9-2017                                                                  | Astana                                                                    | Kazakistan                                                                | 0 – 3                                                                     | Montenegro                                                                | Qual. Mondiali 2018                                                       | -                                                                         |                                                                           |
| 4-9-2017                                                                  | Podgorica                                                                 | Montenegro                                                                | 1 – 0                                                                     | Romania                                                                   | Qual. Mondiali 2018                                                       | -                                                                         |                                                                           |
| 5-10-2017                                                                 | Podgorica                                                                 | Montenegro                                                                | 0 – 1                                                                     | Danimarca                                                                 | Qual. Mondiali                                                            | -                                                                         |                                                                           |
| 23-3-2018                                                                 | Nicosia                                                                   | Cipro                                                                     | 0 – 0                                                                     | Montenegro                                                                | Amichevole                                                                | -                                                                         | 46’                                                                       |
| 27-3-2018                                                                 | Podgorica                                                                 | Montenegro                                                                | 2 – 2                                                                     | Turchia                                                                   | Amichevole                                                                | -                                                                         | cap. 89’                                                                  |
| 7-9-2018                                                                  | Ploiești                                                                  | Romania                                                                   | 0 – 0                                                                     | Montenegro                                                                | UEFA Nations League 2018-2019 - 1º turno                                  | -                                                                         | cap.                                                                      |
| 10-9-2018                                                                 | Podgorica                                                                 | Montenegro                                                                | 2 – 0                                                                     | Lituania                                                                  | UEFA Nations League 2018-2019 - 1º turno                                  | 1                                                                         | cap. 80’                                                                  |
| 25-3-2019                                                                 | Podgorica                                                                 | Montenegro                                                                | 1 – 5                                                                     | Inghilterra                                                               | Qual. Euro 2020                                                           | -                                                                         | cap.                                                                      |
| 11-10-2019                                                                | Podgorica                                                                 | Montenegro                                                                | 0 – 0                                                                     | Bulgaria                                                                  | Qual. Euro 2020                                                           | -                                                                         | cap. 39’                                                                  |
| 5-9-2020                                                                  | Strovolos                                                                 | Cipro                                                                     | 0 – 2                                                                     | Montenegro                                                                | UEFA Nations League 2020-2021 - 1º turno                                  | -                                                                         | cap. 54’                                                                  |
| 8-9-2020                                                                  | Lussemburgo                                                               | Lussemburgo                                                               | 0 – 1                                                                     | Montenegro                                                                | UEFA Nations League 2020-2021 - 1º turno                                  | -                                                                         | 87’                                                                       |
| 13-10-2020                                                                | Podgorica                                                                 | Montenegro                                                                | 1 – 2                                                                     | Lussemburgo                                                               | UEFA Nations League 2020-2021 - 1º turno                                  | -                                                                         |                                                                           |
| 24-3-2021                                                                 | Riga                                                                      | Lettonia                                                                  | 1 – 2                                                                     | Montenegro                                                                | Qual. Mondiali 2022                                                       | -                                                                         |                                                                           |
| 30-3-2021                                                                 | Podgorica                                                                 | Montenegro                                                                | 0 – 1                                                                     | Norvegia                                                                  | Qual. Mondiali 2022                                                       | -                                                                         |                                                                           |
| 1-9-2021                                                                  | Istanbul                                                                  | Turchia                                                                   | 2 – 2                                                                     | Montenegro                                                                | Qual. Mondiali 2022                                                       | -                                                                         | cap. 87’                                                                  |
| 4-9-2021                                                                  | Eindhoven                                                                 | Paesi Bassi                                                               | 4 – 0                                                                     | Montenegro                                                                | Qual. Mondiali 2022                                                       | -                                                                         | cap. 46’                                                                  |
| 13-11-2021                                                                | Podgorica                                                                 | Montenegro                                                                | 2 – 2                                                                     | Paesi Bassi                                                               | Qual. Mondiali 2022                                                       | -                                                                         | cap. 90+1’                                                                |
| 16-11-2021                                                                | Podgorica                                                                 | Montenegro                                                                | 1 – 2                                                                     | Turchia                                                                   | Qual. Mondiali 2022                                                       | -                                                                         | cap. 57’                                                                  |
| 28-3-2022                                                                 | Podgorica                                                                 | Montenegro                                                                | 1 – 0                                                                     | Grecia                                                                    | Amichevole                                                                | -                                                                         | 52’ 62’                                                                   |
| 17-11-2022                                                                | Podgorica                                                                 | Montenegro                                                                | 2 – 2                                                                     | Slovacchia                                                                | Amichevole                                                                | 2                                                                         | Cap.                                                                      |
| 20-11-2022                                                                | Lubiana                                                                   | Slovenia                                                                  | 1 – 0                                                                     | Montenegro                                                                | Amichevole                                                                | -                                                                         | Cap.                                                                      |
| 24-3-2023                                                                 | Sofia                                                                     | Bulgaria                                                                  | 0 – 1                                                                     | Montenegro                                                                | Qual. Euro 2024                                                           | -                                                                         | Cap. 43’                                                                  |
| 27-3-2023                                                                 | Podgorica                                                                 | Montenegro                                                                | 0 – 2                                                                     | Serbia                                                                    | Qual. Euro 2024                                                           | -                                                                         |                                                                           |
| 17-6-2023                                                                 | Podgorica                                                                 | Montenegro                                                                | 0 – 0                                                                     | Ungheria                                                                  | Qual. Euro 2024                                                           | -                                                                         | 90+4’                                                                     |
| 20-6-2023                                                                 | Podgorica                                                                 | Montenegro                                                                | 1 – 4                                                                     | Rep. Ceca                                                                 | Amichevole                                                                | -                                                                         | Cap.                                                                      |
| 7-9-2023                                                                  | Kaunas                                                                    | Lituania                                                                  | 2 – 2                                                                     | Montenegro                                                                | Qual. Euro 2024                                                           | 1                                                                         | Cap.                                                                      |
| 10-9-2023                                                                 | Podgorica                                                                 | Montenegro                                                                | 2 – 1                                                                     | Bulgaria                                                                  | Qual. Euro 2024                                                           | 1                                                                         | Cap.                                                                      |
| 17-10-2023                                                                | Belgrado                                                                  | Serbia                                                                    | 3 – 1                                                                     | Montenegro                                                                | Qual. Euro 2024                                                           | -                                                                         | 58’                                                                       |
| 19-11-2023                                                                | Budapest                                                                  | Ungheria                                                                  | 3 – 1                                                                     | Montenegro                                                                | Qual. Euro 2024                                                           | -                                                                         | 18’                                                                       |
| 25-3-2024                                                                 | Boztepe                                                                   | Montenegro                                                                | 1 – 0                                                                     | Macedonia del Nord                                                        | Amichevole                                                                | -                                                                         | 37’                                                                       |
| 6-6-2025                                                                  | Plzeň                                                                     | Rep. Ceca                                                                 | 2 – 0                                                                     | Montenegro                                                                | Qual. Mondiali 2026                                                       | -                                                                         |                                                                           |
| Totale                                                                    |                                                                           | Presenze (3º posto)                                                       | 74                                                                        |                                                                           | Reti (5º posto)                                                           | 9                                                                         |                                                                           |

## Palmarès

### Club

#### Competizioni nazionali
- Prva Liga Srbija: 1

BSK Borča: 2008-2009
- Campionato serbo: 1

Partizan: 2010-2011
- Coppa di Serbia: 1

Partizan: 2010-2011
- Campionato inglese: 1

Manchester City: 2011-2012
- Community Shield: 1

Manchester City: 2012
- Campionato spagnolo: 1

Atlético Madrid: 2020-2021

#### Competizioni internazionali
- UEFA Europa League: 1

Atlético Madrid: 2017-2018
- Supercoppa UEFA: 1

Atlético Madrid: 2018

### Individuale
- Giovane promessa montenegrina dell'anno: 1

2010
- Calciatore montenegrino dell'anno: 7

2016, 2017, 2018, 2020, 2021, 2022, 2023